# The Disappearance of Adalia
The Disappearance of Adalia (en español La Desaparición de Adalia)  es un EP de la banda de rock Madina Lake lanzado de manera independiente el 3 de octubre de 2006. Tras ganar un premio de 50 mil dólares lo invirtieron en un proceso de grabación del cual saldría este material. Gracias al EP lograron captar la atención de Roadrunner Records y así grabar posteriormente su primer álbum de estudio From Them, Trought Us, to You. Las canciones "House of Cards", "One Last Kiss" y "Here I Stand" fueron remasterizadas e incluidas en From Them, Trought Us, to You.

## Lista de canciones
1. "House of Cards" - 3:38
2. "One Last Kiss" - 3:43
3. "Here I Stand" - 3:17
4. "Adalia" - 2:29
5. "Escape From Here" 3:33
6. "Pecadillos" - 0:49